# المال في الفقه الإسلامي

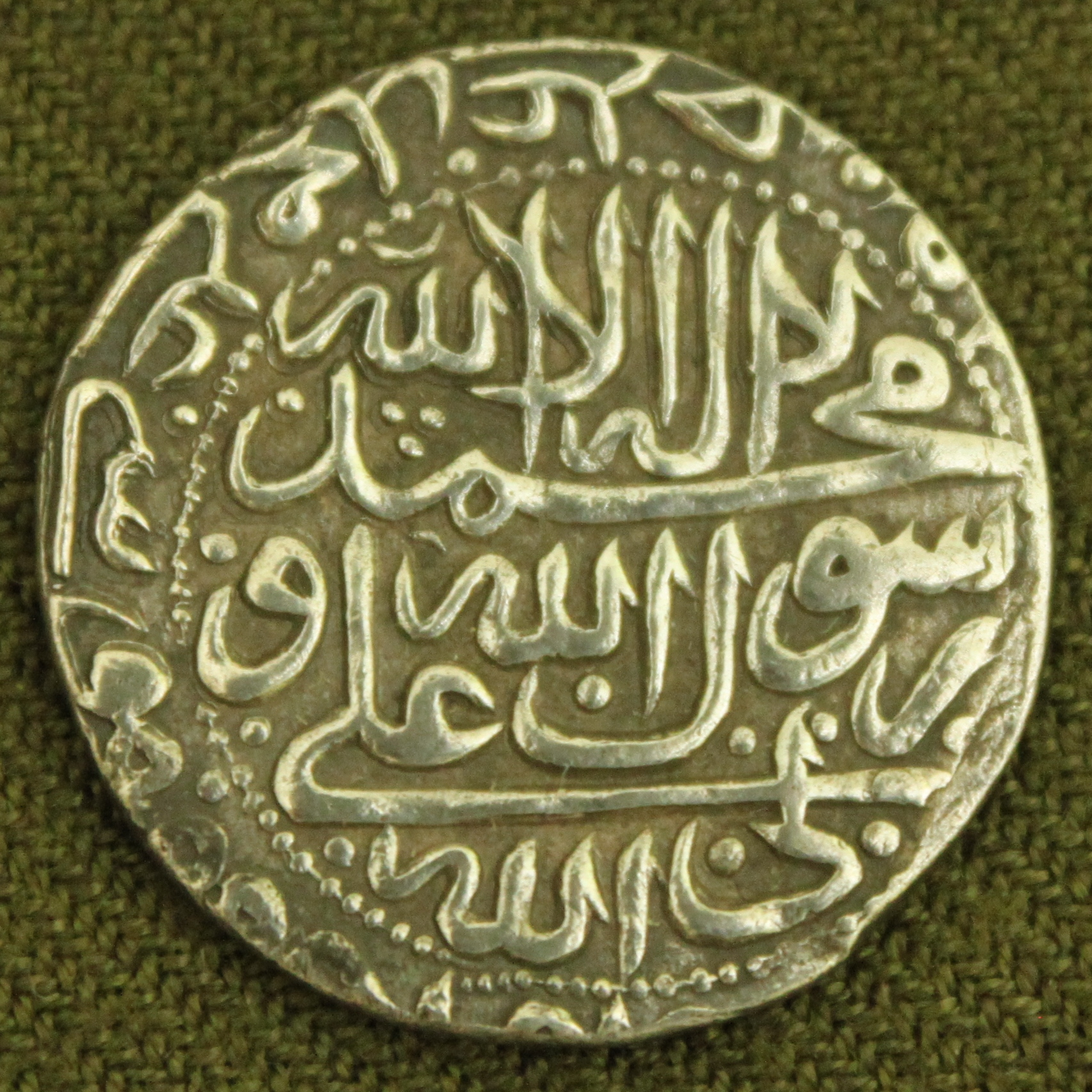
قطعة نقدية صفوية ضربت خلال عهد الشاه عباس الثالث.

المال في الفقه الإسلامي هو ما يعد في العرف مالا، وهو في اللغة: ما يملك من جميع الأشياء. وعند جمهور أئمة الفقه هو: كل ما يمكن حيازته والانتفاع به، سواء أكان عينا كالذهب والفضة والنبات والحيوان وغيره، أو منفعة كسكنى الدار المستأجرة، أو عرضا كمال التجارة، أو حقا كحق الحضانة. أما ما لا يحوزه الإنسان فلا يسمى مالا كالطير في الهواء والسمك في الماء. أما عند الحنفية: فإنهم يفرقون بين المال وبين الملك، فالمال عندهم: ما يمكن حيازته من الأعيان الممكن ادخارها لوقت الحاجة، وأما الملك عندهم؛ فهو المنافع والحقوق، ولا يعد الملك عند الحنفية مالا، أما عند الجمهور: فالأعيان والمنافع والحقوق كل ذلك يعد مالا.
والمال من حيث هو ليس من مواضيع الفقه؛ لأن موضوع الفقه أفعال المكلف، والمال ليس منها؛ ولأن مواضيع المال متشعبة وواسعة ضمن مواضيع فروع الفقه، فيذكر المال مثلا ضمن الزكاة وزكاة المال، وفي أحكام المعاملات المالية وغيرها. وقد اهتم بعض الباحثين في العصور الحديثة بهذا الموضوع.

## تعريف المال

### في اللغة والعرف
المال في اللغة: ما له قيمة، أو ما يملك من جميع الأشياء، قال ابن الأثير: المال في الأصل ما يملك من الذهب والفضة ثم أطلق على كل ما يقتنى ويملك من الأعيان، وأكثر ما يطلق المال عند العرب على الإبل لأنها كانت أكثر أموالهم. قال ابن منظور: المال: معروف ما ملكته من جميع الأشياء. وأصله مول، تحركت الواو وانفتح ما قبلها قلبت ألفا، والجمع أموال، وقد يؤنث قال حسان: 
وفي الحديث: نهى عن إضاعة المال، قيل: أراد به الحيوان أي يحسن إليه ولا يهمل، وقيل: إضاعته إنفاقه في الحرام والمعاصي وما لا يحبه الله، وقيل: أراد به الإسراف والتبذير وإن كان في حلال مباح.
والمال في العرف يطلق على النقد والعروض، ومال الزكاة بالمعنى الشرعي أي: الذي تجب فيه الزكاة هو: الذي يملك من الأموال التي حددها الشرع من النقد والعرض والمواشي والنبات، بمعايير مخصوصة.

### المال بالمعنى الشرعي
المال بالمعنى الشرعي هو كل ما يمكن حيازته والانتفاع به على وجه معتاد. أو هو اسم لما يباح الانتفاع به حقيقة وشرعًا. وقد ذكر لفظ المال في نصوص القرآن والحديث، مثل قول الله تعالى: ﴿وءاتوهم من مال الله الذي ءاتاكم.﴾ ومعنى الأمر للاستحباب في بذل قدر من المال للمكاتب، والمقصود بالمال كل ما يملك مما هو متعارف عليه، وأن المالك الحقيقي لكل الأشياء هو الله، وأما الإنسان فإنما هو مخول فيما امتلكه من مال الله الذي منحه إياه. وقال تعالى: ﴿المال والبنون زينة الحياة الدنيا﴾.
والفائدة من ضبط ماهية المال في الاصطلاح الشرعي هي الحصول على أحكام محددة وواضحة في القضايا المتعلقة بالمال، فما لا ينتفع به شرعا لا يعد مالا، وما لا يمكن حيازته لا يعد مالا.

### تعريف المال في الفقه
المال عند الشافعية والمالكية: ما يملك ويمكن الانتفاع به، فيدخل في تعريفه المنافع مثل: سكنى الدار فإنها تعد مالا، وأما ما لا يمكن حيازته فلا يعتبر مالا ولو أمكن الانتفاع به كالهواء وضوء الشمس وحرارتها، وأما ما يمكن حيازته فيعد مالا كالحيوان في الفلاة، والسمك في الماء، والطير في الهواء.
والعرف هو الذي يحدد ما هو مال شرعا وما ليس بمال واختلاف الفقهاء في تحديد ماهيته يرجع إلى الاجتهاد الذي تبناه العرف، فالمال عند الجمهور هو كل ما له قيمة يلزم متلفه ضمانه، وأما عند الحنفية فإنهم يفرقون بين المال وبين الملك، فالمال عندهم: ما يملك من الأعيان ويمكن ادخاره لوقت الحاجة، وأما الملك فهو المنافع والحقوق، فمنافع الأعيان كسكنى الدار وركوب الدابة لا تعد مالا لعدم إمكان إحرازه، والحقوق كحق الحضانة وحق الولاية وحق التأليف وحق الاختراع وغيرها لا يعد مالا عند الحنفية. وأما عند الجمهور: فالمنافع تعد مالا؛ إذ ليس من الواجب في المال إمكان إحرازه بنفسه، بل يكتفي بإمكان حيازته بحيازة أصله ولا شك أن المنافع يمكن حيازتها، فالمستأجر للدار يملك حق الانتفاع بالسكنى، ولا يملك الدار. فالمنافع والحقوق عند الجمهور هي مال؛ لأنها هي المقصودة من الأعيان، ولولاها لما رغب الناس فيها.

### تعريف المال عند الحنفية
ذكر في البحر الرائق ما روي عن محمد بن الحسن أن المال: كل ما يتملكه الناس من نقد وعروض وحيوان وغير ذلك، إلا أنه يتبادر في العرف من اسم المال: النقد أي: الذهب والفضة، والعروض. وذكر ابن عابدين في باب زكاة المال: أن المراد بالمال: غير السائمة لأن زكاتها غير مقدرة به.
المال: ما يمكن تملكه شرعا من كل شيء وكل ما يمكن وحيازتة وإحرازة والانتفاع به عادة. فلا يعد مالا ما لا يمكن حيازته كالأمور المعنوية مثل العلم والصحة. وكل ما لا يمكن الانتفاع به لا يعد مالا كلحم الميتة والطعام المسموم والخضر العفنة

### تعريف المال عند جمهور الفقهاء
المال عند جمهور الفقهاء سوى الحنفية هو: هو كل ما يمكن حيازته والانتفاع به على وجه معتاد. أو هو اسم لما يباح الانتفاع به حقيقة وشرعًا. أو هو: كل ما له قيمة مالية يلزم متلفه ضمانه. فيشترط أن يكون له قيمة مالية يثبت بها الضمان على من أتلفه قليلا كان أو كثيرا، وأن يكون مملوكا، وأن يكون الانتفاع به مباحا شرعا، أما ما كان الانتفاع به حراما شرعا كالخمر ولحم الخنزير والميتة فإنه لا يكون مالا.

### ثمرة الخلاف بين القولين
ثمرة الخلاف بين القولين: أن الأعيان والمنافع والحقوق كلها تعد مالا عند الجمهور، خلافا للحنفية فالمال عند الحنفية هو الأعيان، والأملاك عندهم هي المنافع والحقوق. ويبنى على هذا الخلاف أن الإجارة مثلا تنتهي عند الحنفية بموت المستأجر، وعند الجمهور لا تبطل الإجارة بموت أحد المتعاقدين، ولا تنتهي حتى تنتهي مدتها، وكذلك الحقوق فإنها لا تورث عند الحنفية وتورث عند غيرهم، واعتبار المنافع أموالا أوجه وأظهر مما ذهب إليه الحنفية لأنه هو الذي يجارى عرف الناس ونظرتهم للمال.
المنافع عند الحنفية لا تعد أموالا؛ لأنه لا يمكن حيازة المنفعة، إذ هي شيء معنوى لا يتصور وضع اليد عليه استقلالا.
المنافع عند الجمهور من الأموال؛ لأن المنافع أساس التقويم في الأموال كسكنى الدار وركوب السيارة. فمن غصب شيئا وانتفع به مده ثم رده إلى صاحبه فإنه على رأى جمهور الفقهاء يضمن قيمة المنفعة، وعلى رأى الحنفية لا ضمان عليه، غير أنهم استثنوا حالات معينة يوجبون فيها الضمان وهي: 
1. أن يكون المغصوب عينا موقوفة.
2. أن يكون المغصوب مملوكا ليتيم.
3. أن يكون المغصوب شيئا معدا للاستغلال كعقار معد للإيجار.
4. الخمر والخنزير: يرى الحنفية أنهما أموالا، لأنهما مما يتعامل فيه غير المسلمين أما جمهورالفقهاء فيرون عدم اعتبارهما أموالا سواء بالنسبة للمسلم أو غيرة، لعدم إباحة الإسلام الانتفاع بهما، وغير المسلم في دولة الإسلام حكمه كحكم المسلمين له مالهم وعليه ما عليهم.

## أقسام المال

### أقسام المال بحسب الضمان وعدمه
المال المتقوم هو الذي له قيمة مالية في الشرع حيث أباح الانتفاع به في حالة السعة والاختيار، أي في الظروف العادية، وذلك مثل العقارات والمنقولات إلا ما كان محرما منها، بشرط الحيازة الفعليه، وذلك بأن يكون المال الذي أباح الشارع الحكيم الانتفاع به تحت يد حائز بالفعل، فالسمك في الماء يباح الانتفاع به شرعا، لكنه ما دام في الماء لا يعتبر مالا متقوما لعدم حيازته، فإذا اصطاده إنسان وحازه بالفعل اعتبر مالا متقوما.
وغير المتقوم هو الذي ليست له قيمه في الشرع، إما لعدم حيازته كالسمك في الماء والطير في الهواء، وإما لعدم إباحته كالخمر والميتة.
والخمر والخنزير بالنسبة لغير المسلم من أهل الذمة، فيعتبران مالا متقوما عند الحنفية.
ومذهب جمهور الفقهاء غير الحنفية، أنهما لا يعتبران مالا متقوما في حق أهل الذمة، لأنهم مأمورون بأن تكون معاملاتهم على وفق معاملات المسلمين.
والمال المتقوم يصح أن يكون محلا لجميع العقود، كالبيع والإجارة والهبة أما المال غير المتقوم فلا يصح التعاقد عليه بشئ من تلك العقود، فلو أن مسلما باع خمرا، فالبيع باطل، ولو باعها ذمى من ذمى فالبيع صحيح.

#### الضمانعند الإتلاف
إذا كان المال متقوما واعتدى عليه شخص فأتلفه، لزمه الضمان لمالكه بمثله إن كان مثليا وقيمته إن كان قيميا. 
أما إذا كان المال غير متقوم فهو مهدد لا يلزم متلفه ضمان، ومن ثم إذا أتلف إنسان خمرا أو خنزيرا لمسلم، لا يلزمه ضمانه.

### أقسام المال من حيث استقراره وعدم استقراره

#### العقار والمنقول
العقار عند الحنفية هو الثابت الذي يتعذر نقله وتحويله من مكان إلى آخر مثل: الدور والأراضي. والمنقول هو الذي يمكن نقله سواء أبقى على صورته وهيئته الأولى أم تغيرت صورته وهيئته بالنقل والتحويل، فالبناء والشجر والزرع في الأرض، لا تعد عقارا عند الحنفية ومن معهم إلا تبعا للأرض. 
والعقار عند المالكية: ما له أصل ثابت لا يمكن نقله وتحويله من مكان لآخر، أو يمكن نقله مع تغير هيئته وشكله، فيدخل في ذلك الدور والأراضي والبناء والغراس والشجر.
والمنقول : ما أمكن نقله وتحويله من مكان لاخر مع بقاء هيئته وشكله، كالسيارات والكتب ونحوها. 
ويفهم من هذا: أن المالكية توسعوا في مفهوم العقار أكثر من غيرهم.
موقف القانون الوضعى من ذلك
قسم القانون المال أيضا على عقار ومنقول : وجاء تقسيمه قريبا لما ذهب غليه المالكية، حيث اعتبر البناء والغراس عقارا، ولم يكتف بهذا بل توسع أكثر وأدخل في مفهوم العقار المنقولات المرصودة على خدمة عقار أو استغلاله، وأطلق عليها عقارات بالتخصيص.
الاثار المترتبة على تقسيم المال إلى عقار ومنقول : 
1. الشفعة : وهي عبارة عن تملك العقار المبيع قهرا وجبرا عن المشترى والبائع.

والشفعة لا تكون إلا في العقارات، ولا تثبت في المنقول إلا تبعا للعقار. 
1. حقوق الارتفاق : وهي حق المجرى والشرب والمسيل والمرور، هذة الحقوق لا تثبت إلا على العقار. وكذا حقوق الجوار.
2. الوقف: وهو عباره على إخراج الإنسان شيئا من ملكه إلى حكم ملك الله مع التصدق بربعه.

وقد اجاز الفقهاء على جواز وقف العقار، أما المنقول فذهب أكثر الحنفية إلى عدم جواز وقف المنقول إلا تبعا للعقار، أو جرى العرف بوقفه كوقف المصاحف والكتب. 
وذهب جمهور الفقهاء إلى جواز وقف المنقول مطلقا، فلا فرق عندهم بين وقف العقار ووقف المنقول. 
1. تصرف الوصى في مال القاصر : هذا التصرف يختلف باختلاف ما أذا كان المال عقارا أو منقولا، فإذا كان عقارا لم يجز له أن يتصرف فيه، أما المنقول فله أن يتصرف فيه متى رأى مصلحة القاصر في ذلك دون حاجة إلى إذن من المحكمة الحسبية المختصة.
2. بيع أموال المدين المحجور عليه بسبب الدين : ذهب جمهور الفقهاء إلى جواز الحجر على المدين إذا استغرقت الديون أمواله، يبدأ أولا ببيع المنقول، فإن لم يف ثمنه انتقل إلى العقار.
3. تصرف المشترى في المبيع قبل قبضه : حيث يختلف بحسب ما إذا كان المبيع عقارا أو منقولا.

فإذا كان المبيع عقارا صح التصرف فيه قبل قبضه عند أبى حنيفه وخالفهما الشافعي، وأما المنقول فلا يجوز التصرف فيه قبل قبضه. 
1. الغصب : لا يتصور غصب العقار عند أبى حنيفه.

وقد نص القانون المدني على بعض الاثار الأخرى منها : 
1. إخضاع التصرفات العقاريه إلى إجراءات معينه في الشهر لهذة العقارات حيث نص على أن الملكية والحقوق العينية الأخرى لا تنتقل إلا إذا روعيت الأحكام المبينه في قانون تنظيم الشهر العقارى، أما المنقول فتنتقل ملكيته بمجرد تسليمه إلى المشترى.
2. الحيازة في المنقول تعتبر سندا للحائز، فيما يدعيه من حق عليه وقرينة على توافر السبب الصحيح لحيازته، بينما الأمر يختلف عن ذلك في العقارات حيث يقع على الحائز دائما عبء إثبات السبب الصحيح لهذة الحيازة.
3. يتحدد الاختصاص المحلى في دعاوى العقارات بالمحكمة الواقع في دائرتها العقار، بينما الاختصاص المحلى في دعاوى المنقولات يكون المحكمة الواقع في دائرتها موطن المدعى عليه.

### تقسيم المال إلى مثلي وقيمي

#### المال المثلى
المال المثلي: ما حصر بوزن أو كيل أو عدد أو ذررع. أو
هو ماله مثل أو نظير في الأسواق من غير تفاوت في أجزائه.
والأموال المثليه أربعة أنواع هي:
1. المكيلات وهي الأموال التي تقدر بالكيل كالبر والشعير.
2. الموزونات وهي الأموال التي تقدر بالوزن، كالذهب والفضة.
3. المعدودات وهي الأموال التي تقدر بالعدد، كالبيض والبرتقال والليمون.

الذراعيات وهي الأموال التي تقاس بالذراع، كالأقمشة والسجاد.

#### المال القيمى
هو ما تتفاوت احاده تفاوتا يعتد به، أو لا تتفاوت ولكن لا نظير لها في مجال التجارة كالعقارات من الأرض والحيوانات بجميع أنواعها، والأحجار الكريمه من الماس والياقوت والكتب المطبوعة إذا نفذت، والاثار القديمة.
تحول المال إلى قيمى والعكس
قد ينقلب المال المثلى إلى قيمى :
1- اختلاط المثلى بخلاف جنسه : كاختلاط البر بالشعير.
2- التعرض للخطر : إذا تعرض المال المثلى للخطر كالحريق.
3- التعيب والاستعمال : إذا تعيب المال المثلى أو استعمل، كان قيميا كما لو صب الماء في طعام فأفسدة.
4- الانقطاع من السوق : إذا انقطع وجود المثلى من الأسواق أنقلب قيميا.
الاثار المترتبة على تقسيم المال إلى مثلى وقيمى :
1- الضمان : إذا تعدى شخص على مال غيره فأتلفه، فإن كان المال مثليا، وجب مثله ما دام موجودا في السوق، أما إذا انقطع المثل من ايدى الناس فتجب القيمة لتعذر رد المثل، أما إن كان المال قيميا، كالحيوان والاوانى المصوغة، فيجب قيمته يوم التعدى عليه لأنه لا مثل به.
2- الثبوت في الذمة : فإنه يصح أن يكون دينا متعلقا بالذمة، فيجب على الملتزم به وفاء دينه من أي الأموال المماثلة لما التزم به جنسا وصفة. 
أما إذا كان المال قيميا، فإنه لا يقبل الثبوت في الذمة، بل يثبت بعينه لا مثل له.
3- القسمة : تدخل القسمة جبرا في المال المثلى المشترك، ولكل شريك أخذ نصيبه في غيبة الآخر دون إذنه، أما القيمى، فلا تدخل فيه القسمة الجبرية.
4- الربا: الأموال القيمية لا يجرى فيها الربا المحرم، ولذا يجوز إعطاء الكثيرين منا في مقابل القليل من جنسه، كبيع شاة بشاتين. 
أما الأموال المثلية فيجرى فيها الربا الحرام، الذي يوجب تساوى العوضين المتجانسين في الكمية والمقدار، فلا يجوز بيع قنطار من القمح بقنطار وربع مثلا، لاشتمال البيع على ما يسمى بربا الفضل.

### أقسام المال بحسب بقاء عينه أو عدم بقائها
1- المال الاستهلاكى :
هو الذي لا يمكن الانتفاع به عادة إلا باستهلاك عينه، كالمأكولات والمشروبات.
2- المال الاستعمالى :
هو ما يمكن الانتفاع به عادة مع بقاء عينه، كالعقارات والثياب والماشية.
الاثار المترتبة على هذا التقسم :
1- المال الاستهلاكى :
هو الذي لا يمكن الانتفاع به عادة إلا باستهلاك عينه، كالمأكولات والمشروبات.
2- المال الاستعمالى : 
هو ما يمكن الانتفاع به عادة مع بقاء عينه? كالعقارات والثياب والماشية.
الاثار المترتبة على هذا التقسيم:
1- من حيث قابلية الأموال لبعض الحقوق والعقود وعدم قابليتها في الفقه الإسلامي. 
فالأموال الاستهلاكيه : لا تقبل أن ترد عليها العقود موضوعها الاستعمال دون الاستهلاك الإجارة. 
أما الأموال الاستعمالية : فلا تقبل العقد الذي هدفه الاستهلاك فقط دون الاستعمال كالقرض.
2- لا ترد بعض الحقوق العينية على الأشياء القابله للاستهلاك قانونا كحق الارتفاق، والانتفاع والاستعمال.

## أقسام المال بحسب مالكه
1. المال الخاص هو: ما دخل في الملك الفردى، سواء كان مالكه واحدا أو أكثر من واحد. وملكيته شائعة بين عامة الناس ولا مباحه لهم.
2. المال العام هو: المال الغير داخل في ملك الأفراد، وإنما يخضع للمصلحة العامة، وذلك مثل المدارس والجامعات والمستشفيات. والأموال العامة ثلاثة أنواع:
3. ما هو مخصص بذاته لمصالح العامة ومنافعهم الدينية، كالمساجد والمقابر والطرق.
4. ما هو مخصص للاستغلال لإحياء جهة عامه بمواردة وغلته، وهو ما يعرف بأملاك الدولة.
5. مال عام عموميته من جهة أنه مملوك لجهة عامه. مع أنه في ذاته مهيأ للتداول، كغلات الأوقاف العائده لجهة خيريه موقوف عليها.

فإذا كان المال خاصا جاز لصاحبه أن يتصرف فيه بجميع أنوا التصرفات من بيع وإجارة وهبة، أما إذا كان المال عاما فلا يجوز التصرف فيه من الأفراد؛ لأنه مخصص للمنفعه العامة، وملكيته مشتركة لجميع الأفراد.
إذا كان المال خاصا، فإن لمالكه أن يهبه للغير، وأن يبرأ مدينة منه، وأن يتبرع به كيفما شاء، أما إذا كان المال عاما، فلا يجوز للإمام أو نائبه أن يبرأ أحدا ولا يتنازل عنه لأحد.
لحيازة المال اثر مباشر على سماع الدعوى إذا كان المال خاصا، وقد اختلف الفقهاء في مدة الحيازة، فهي عند الحنفية خمس عشرة سنة. 
أما إذا كان المال عاما فلا تؤثر الحيازة على سماع الدعوى مهما طالت مدتها، ولا تنتقل ملكيته إلى الحائز أبدا. 

### أقسام المال باعتبار كونه معدا للاستثمار أم لا
المال النامى هو: المال المعد للاستثمار، سواء بطبيعته أم بعقل الإنسان، وذلك مثل الذهب والفضة. أما عروض التجارة فهي معدة للاستثمار بفعل الإنسان.
المال غير النامى هو: المال الغير معد للاستثمار، وذلك كحاجات الإنسان من مأكل وملبس ومسكن ونحو ذلك.
الآثار المترتبة على هذا التقسيم: الزكاة: فإنها تجب في المال النامى، دون المال غير النامى.

## المال في القانون
الحق ذو القيمة المالية، أيا كان هذا الحق سواء كان عينياً أم شخصيا ام حقا من الحقوق الأدبية أو الفنية أو الصناعية.